# メタル・ユルラン
メタル・ユルラン(Métal Hurlant)とは、漫画家メビウス（ジャン・ジロー）、ベルナール・ファルカ、フィリップ・ドリュイエと、ジャーナリストのジャン=ピエール・ディオンヌらにより、ユマノイド・アソシエ社から1974年12月に創刊された、フランスのSF・ホラー漫画雑誌である。メタル・ユルランはアメリカ合衆国においては、ヘビー・メタル(Heavy Metal)の誌名で翻訳出版された。

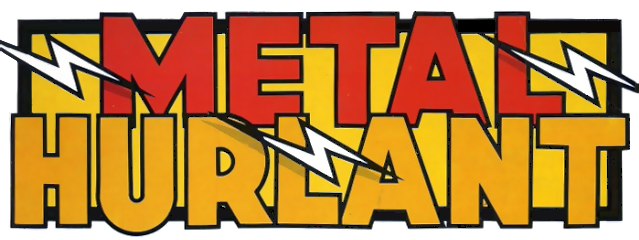
ロゴ メタル・ユルラン.

創刊当時のメタル・ユルランは3ヶ月ごとに刊行され、全68ページの内18ページのみがカラーであった。メタル・ユルランの誌上には、メビウスやドリュイエによる『アルザック』『ガイユ』『ロン・スローン』などの人気シリーズが掲載されていたが、後期にはリチャード・コーバンのようなフランス国外の漫画家も参加した。メタル・ユルランで活躍したその他の作家としては、アレハンドロ・ホドロフスキー、エンキ・ビラル、フィリッペ・カザ、アラン・ヴォス、バーニ・ライトソン他多数がいる。
メタル・ユルランは第7号から隔月刊となり、第9号から月刊となった。メタル・ユルランには漫画以外にも、SF小説やSF映画についての記事や、同じく音楽やビデオゲームについての記事が掲載されていた。映画的なイメージと超現実的なストーリーライン、複雑なアートワークを特徴とするメタル・ユルランは、最初の高年齢層を対象とする成熟した漫画誌の一冊として、全世界に大きな影響を及ぼした。本家のメタル・ユルランは1987年7月に休刊となったが、アメリカ合衆国の翻訳誌ヘビー・メタルは引き続き出版され続けた。
2002年7月、ユマノイド・アソシエ社のアメリカ法人であるヒューマノイズ・パブリッシング社から、メタル・ユルランは再びオリジナルの誌名の下で、フランス語、英語、スペイン語、ポルトガル語により再刊された。、ロサンゼルスのファブリス・ギーガーによる新メタル・ユルランは、フランス及びアメリカの大西洋を挟んだ多国籍雑誌となった。新メタル・ユルランには既存の作品やコミック・ブックに関連する短編作品が掲載されており、その目的は新人作家を発掘し、作品を出版社に紹介することにあった。